# Jurin
Jurin (tiếng Ả Rập: جورين) là một ngôi làng ở phía bắc Syria, nằm trong phó huyện Shathah thuộc huyện Al-Suqaylabiyah ở tỉnh Hama. Theo Cục Thống kê Trung ương Syria (CBS), Jurin có dân số 2.326 trong cuộc điều tra dân số năm 2004. Cư dân của nó chủ yếu là Alawites.